# Boaz Kaizman
Boaz Kaizman (* 1962 in Tel Aviv, Israel) ist ein israelischer Künstler. Er lebt und arbeitet seit 1993 in Köln.

## Biographie
Boaz Kaizman studierte von 1986 bis 1988 in Tel Aviv am Avni Institut an der The Ramat-Hasharon Academy of Art. Von 1995 bis 1998 besuchte er die Kunstakademie Düsseldorf und wurde dort 1998 Meisterschüler bei Konrad Klapheck. Kaizman blickt auf eine internationale Ausstellungstätigkeit zurück. Seit 2006 ist er Dozent an der PXL-MAD School of Arts in Hasselt (Belgien). Sein Atelier befindet sich in der Alten Feuerwache in Köln.
2018 hatte der Film Tigersprung von Kaizman, Peter Rosenthal und Marcus Seibert Premiere. Im Stil eines Graphic-Novel-Dokumentarfilms stellt er die Besuche des jüdischen Radsportmanagers Ernst Berliner in Köln nach. Der Schauspieler Jörg Ratjen verlieh Berliner eine Stimme. An den Vorbereitungen zum Film war Berliners Urenkel, Sam Alter, beteiligt, der dafür aus den USA nach Köln kam. Im Oktober 2018 wurde der Film mit der Goldenen Kurbel des International Cycling Film Festivals in Herne ausgezeichnet.
Vom 3. September 2021 bis zum 9. Januar 2022 wurde im Kölner Museum Ludwig Kaizmans Videoinstallation Grünanlage gezeigt.

## Ausstellungen (Auswahl)

### Einzelausstellungen
- 1988: Sharet Gallery, Tel Aviv
- 1989: Rap Gallery, Tel Aviv
- 1990: Roots Gallery, Tel Aviv
- 1994: Arsuf Gallery, Rishpon, Tel Aviv
- 1995: Galerie Tanja Grunert, Köln
- 1998: Annelie Brusten, Wuppertal
- 1999: Lifta, ein Leben ohne Stufen. mirko mayer galerie, Köln
- 2000: Theater Aan Het Vrijthof, Maastricht
- 2000: Begegnungsstätte Alte Synagoge, Wuppertal
- 2001: Goethe-Institut Santiago, Chile
- 2002: Kunstverein Magdeburg
- 2004: Maalesh. Video, 22 min, Premiere im Off Broadway-Kino, Köln
- 2006: Museum Ludwig Köln (Ankauf, Präsentation der Arbeit MAALESH in der ständigen Sammlung)
- 2008: Open Space. Art Cologne, Köln
- 2008: Maalesh  Dora  Access. 3 Videos, Museum Ludwig, Köln
- 2009: Esperanto. artothek Köln[7][8]
- 2010: Buchbinder. mirko mayer galerie / m-projects, Köln
- 2011: 71 Gedichte. Internetprojekt[9]
- 2014: Sound is acting.  mirko mayer galerie/m-projects, Köln
- 2016: Roman Cohen audiovisueller Verlag. Theater der Keller, Köln[10]
- 2021: Grünanlage. Museum Ludwig, Köln; Kuratorin: Barbara Engelbach

### Gruppenausstellungen
- 1990: IsraelÎs Contemporary Artists Center, Tel Aviv
- 1995: Denk ich an Deutschland. Galerie Annelie Brusten, Wuppertal
- 1997: Heinrich-Heine-Institut, Düsseldorf
- 2003: Jüdische Perspektiven in der modernen Kunst. Museum Bochum, Bochum
- 2003: small. Son Espace, Pals, Girona/Spanien
- 2004: Waanwezig-heden. Begijnhofkerk, St. Truiden/Belgien
- 2005: Beograd Nekad I Sad. Prodajna galerija Beograd (Belgrad)
- 2005: museum kunst palast, Düsseldorf
- 2005: Filmbar. Museum Ludwig, Köln
- 2005: 8. EthnoFilmfest, Ethnologisches Museum Berlin
- 2005: PACT Zollverein, Essen
- 2006: on line. Litou space, Peking
- 2007: New Media Festival – 07, Miami
- 2007: Time loop. Street Level Gallery, Glasgow
- 2007: francescopantaleonearteContemporaneaI Palermo/Italien
- 2007: Nosadelladue. Bologna
- 2008: Déjà.vu Festival, Bologna
- 2008: Zone3, Antwerpen
- 2010: Bilder in Bewegung: Künstler & Video_Film. Museum Ludwig, Köln
- 2010: Vorführung von Buchbinder anlässlich der Magazinpräsentation von teardrops etc. vol I, Kölnischer Kunstverein
- 2010: Kunstfilmtag 10, Düsseldorf
- 2014: Video Studio V: The Rhythm Is … Museum Folkwang, Essen